# Fstab
fstab (съкратено от File Systems Table – таблица на файловата система) е конфигурационен файл, който обикновено се намира на Unix-подобни операционни системи, в Solaris (където се нарича vfstab), както и в Linux като част от util-linux пакета, който се доставя с повечето системи. Файлът отговаря за различни действия, свързани, наред с други неща, с маунтване на устройства и задаване на разрешения (permissions) за тях. Файлът се намира в /etc/fstab.